# Bibliothèque nationale du Pérou
La Bibliothèque nationale du Pérou dépend du ministère de la Culture. Elle est située à Lima.

## Historique
Fondée pour la première fois le 28 août 1821 par Bernardo de Monteagudo, compagnon du général argentin José de San Martin (le libérateur du Sud, par opposition à Simón Bolívar, le libérateur du Nord), elle est originellement constituée de la collection personnelle de San Martin. À cette époque, le paysage bibliothéconomique péruvien est constituée des bibliothèques de couvent et d’une création relativement récente : la première bibliothèque universitaire du pays, celle de l'université de San Marcos qui a alors récupéré une partie des livres du collège Saint-Paul des Jésuites expulsés en 1767, et qui jouera jusqu’à la mi-XXe siècle ce qu’on pourrait appeler un rôle de pôle associé (dépôt légal ; circulation du personnel à l’instar de Jorge Basadre, appelé par Pedro Zulen à travailler à la bibliothèque de San Marcos alors qu’il était magasinier à la BN…). 
L'institution vivote (le dépôt légal institué en 1822 fonctionne très mal), et lors de l’occupation de Lima par les troupes chiliennes (1881-1883), les deux bibliothèques sont mises à sac. On sait que la grande majorité des livres ont été vendus au poids dans les rues de Lima et qu’une partie se trouve aujourd’hui à Santiago. Le retour des livres « volés » est un thème récurrent dans la presse, qui la traite sur un mode sensationnel et très patriotique qui a déjà gêné à plusieurs reprises les négociations diplomatiques. Il est piquant de noter que contrairement à la bibliothèque de San Marcos, la Bibliothèque nationale ne possédait guère à cette date d’outils bibliographiques et que si l’on peut aujourd’hui identifier les livres qui s’y trouvaient au moment du sac, c’est parce que les bibliothécaires de Santiago ont pris soin de les traiter à part. En 1883, Ricardo Palma – qui, avec Pedro Zulen, Jorge Basadre, et quelques autres, est un des grands intellectuels bibliothécaires de l’histoire nationale – est nommé directeur de la Bibliothèque nationale. Réduit à faire du porte à porte dans son entreprise de reconstitution des fonds, il est surnommé « le bibliothécaire mendiant ». Il informe le ministre de la Justice, le 12 novembre 1883, que « la bibliothèque n’existe pas, vu que des cinquante six mille volumes qu’elle contint, je n’en ai retrouvé que sept cent trente et un. » Son rival et successeur, Manuel González Prada (précurseur des mouvements indigénistes radicaux), l'accusera de nombreuses fautes professionnelles (comme d'avoir découpé tous les autographes et ex-libris...). 
Après un incendie qui détruit une partie des fonds (1943), le grand historien et déjà bibliothécaire Jorge Basadre est appelé à prendre la direction de l'établissement. Il fonde en 1944 la revue de la BNP, Fenix; organise, à partir de 1945, l'établissement de la bibliographie nationale; crée la première école de bibliothécologie péruvienne. 
Les années 1990 ont vu la formulation d’un certain nombre de critiques et les premières démarches pour la construction d’un nouveau bâtiment, dont une synthèse est produite par la Commission de transfert pour la Bibliothèque nationale du Pérou et publiée dans une revue de San Marcos. Celui-ci est inauguré le 27 mars 2006, dans un quartier riche et « montant » de Lima, San Borja.

## Fonctions et situation administrative
« Par définition, la Bibliothèque nationale est une institution qui a trois fonctions qui la différencient de tous les autres types de bibliothèque et centres de documentation (unidades de informacion), la première est de caractère patrimonial, la seconde de caractère normatif et la troisième tient à la l’articulation et au développement des services bibliothéconomiques au niveau national. » Dans un contexte intellectuel et professionnel où le lien entre bibliothèque et développement (formulé par le manifeste de l’UNESCO de 1994 sur la bibliothèque publique) est fortement mis en exergue (tant dans les publications que dans la formation des bibliothécaires), un commentateur précise qu’ « elle est une institution dédiée à l’administration efficace du Patrimoine culturel, bibliographique et documentaire national, ainsi que du capital intellectuel universel qu’elle possède, avec pour but de soutenir le développement culturel, scientifique et technologique, de contribuer au développement économique et social et d’aider à la formation de citoyens et associations informés et actifs ». 

## Quelques chiffres
- Environ 400 000 lecteurs par an visitent la Bibliothèque nationale du Pérou (la source utilisée ne précise pas, hélas, s'il s'agit de lecteurs ou de visites)
- Environ 3 500 000 pièces bibliographiques
- Environ 115 000 titres relevant de la collection patrimoniale